# Kromosom 5
Kromosom 5 är ett av de 23 kromosomparen hos människor. Människor har normalt sett två kopior av denna kromosom. Kromosom 5 sträcker sig över cirka 181 miljoner baspar (byggstenarna i DNA) och representerar nästan 6% av den totala DNA:n i celler. Kromosom 5 är den femte största mänskliga kromosomen, men har en av de lägsta genens densiteter. Detta förklaras delvis av många genfattiga regioner som uppvisar en anmärkningsvärd grad av icke-kodande och syntenisk bevaring med icke-mammaliana ryggradsdjur, vilket antyder att de är funktionellt begränsade. Kromosom 5 har ca 900 proteinkodande gener.
Eftersom kromosom 5 är ansvarig för många former av tillväxt och utveckling (celluppdelningar) kan förändringar orsaka cancer. Ett exempel skulle vara akut myeloisk leukemi (AML).